# Graeme Smith (nuotatore)
Graeme Smith (Falkirk, 31 marzo 1976) è un ex nuotatore scozzese.
Ha vinto la medaglia di bronzo nei 1500 m stile libero alle Olimpiadi di Atlanta 1996.
Si è ritirato dall'attività agonistica dopo le Olimpiadi di Atene 2004, dove è arrivato sesto sempre eni 1500 m sl.

## Palmarès
- Olimpiadi

Atlanta 1996: bronzo nei 1500 m sl.
- Mondiali

Fukuoka 2001: argento nei 1500 m sl e bronzo negli 800 m sl.
- Mondiali in vasca corta

Göteborg 1997: bronzo nei 1500 m sl.
Hong Kong 1999: argento nei 1500 m sl.
- Europei

Vienna 1995: argento nei 1500 m sl.
- Europei in vasca corta

Sheffield 1998: oro nei 1500 m sl.
Dublino 2003: argento nei 1500 m sl.
- Giochi del Commonwealth

Manchester 2002: argento nei 1500 m sl e bronzo nei 400 m sl.
- Europei giovanili

Leeds 1992: argento nei 1500 m sl.